# Anaea ada
Anaea ada är en fjärilsart som beskrevs av Butler 1875. Anaea ada ingår i släktet Anaea och familjen praktfjärilar. Inga underarter finns listade i Catalogue of Life.